# Manuel Alcorta
Manuel Alcorta (Santiago del Estero, c. 1795 - íd., c. 1842) fue un político del siglo XIX, que ejerció brevemente como gobernador de la provincia de Santiago del Estero.

## Biografía
Manuel Alcorta nació en la ciudad de Santiago del Estero en 1795, y fue hijo de José Pelayo de Alcorta y de Gabriela Zuasnábar. Su padre era alcalde de Bilbao y fue enviado a Santiago del Estero para ocupar similar función.
Fue hermano del economista y músico Amancio Jacinto Alcorta y medio hermano de Pedro José Alcorta Zilveti, que había nacido de otro matrimonio de su padre con María Jacinta de Zilveti. También fue tío del futuro ministro de relaciones exteriores Amancio Mariano Alcorta.
Manuel estudió en su ciudad natal y se dedicó al comercio. Contrajo matrimonio con Nepomucena Rodríguez. Luego se casó en segundas nupcias con María de Jesús Gallo Ispizúa, hija de Pedro Vicente Díaz Gallo y sobrina del congresista de la independencia Pedro León Díaz Gallo. De este último matrimonio nació Pedro Ramón Alcorta, que fue gobernador de Santiago del Estero en 1859 y tuvo un conflicto con Manuel Taboada, causando una breve guerra civil en la provincia.

### Carrera política
En 1815 apoyó y participó en la primera revolución de Juan Francisco Borges contra la dominación de la provincia de Tucumán, lo que le trajo persecuciones policiales. No apoyó la segunda rebelión de Borges, aplastada por orden de Belgrano, lo que le permitió ejercer como miembro del Cabildo de Santiago del Estero en varias oportunidades. De todos modos, se destacó como opositor al gobierno tucumano.
En 1819 fue representante y elector del curato de Soconcho. Fue uno de los promotores de la revolución autonomista de 1820, año en que era alcalde de segundo voto. Apoyó la llegada al poder de Juan Felipe Ibarra, que inició la autonomía provincial declarada formalmente el 27 de abril de ese año. Manuel Alcorta fue uno de los miembros de la asamblea que firmó el Manifiesto autonomista. Mientras existió el cabildo, siguió ocupando puestos en este, y fue un buen aliado de Ibarra; pasó después a ser miembro de la Legislatura.
En 1824 fue elegido diputado al Congreso Nacional en Buenos Aires,[cita requerida] donde se identificó con el Partido Unitario y votó a favor de la presidencia de Bernardino Rivadavia. También apoyó la sanción de la constitución unitaria de 1826; pero ésta no fue aceptada por su provincia, y fue rechazada por casi todas las demás.
Pese a su comportamiento en Buenos Aires, a su regreso a Santiago del Estero fue nuevamente miembro de la Legislatura. Ibarra no lo consideraba su aliado, pero le era útil por su capacidad como legislador.

### Gobernador de Santiago del Estero
En mayo de 1830 la provincia de Santiago del Estero fue invadida por fuerzas unitarias enviadas por el gobernador tucumano Javier López y comandadas por Pedro Ignacio Luna y José Neirot. El gobernador santiagueño Ibarra abandonó la ciudad capital y por encontrarse en inferioridad con las fuerzas invasoras, renunció el 27 de mayo. La Legislatura provincial aceptó la renuncia, nombró como gobernador de Santiago del Estero a Manuel Alcorta y fueron designados nuevos legisladores.
Durante el mandato de Alcorta, se instaló un régimen unitario y se trató de institucionalizar la provincia. A propuesta del diputado Adeodato de Gondra, el 15 de julio de 1830 se declaró al general José María Paz como Protector de la Provincia. De esta manera, Santiago del Estero quedó bajo el mando del general Paz y más tarde quedó integrada a la Liga del Interior. Gondra también presentó un proyecto de Constitución Provincial el 26 de julio, que fue inmediatamente aprobado. Este proyecto fue conocido como Reglamento de Organización Política de 1830 y constaba de 25 artículos.
Durante un breve período los unitarios llegaron a dominar buena parte de la provincia. Ibarra se refugió con sus hombres en Santa Fe, buscando el apoyo del gobernador Estanislao López. El 31 de agosto de 1830, nueve provincias firmaron el tratado que daba forma oficial a la Liga del Interior y que dejaba el poder nacional en manos de José María Paz, confiriéndole el Supremo Poder Militar. Esto significaba que las provincias firmantes ponían a disposición de un mando unificado las tropas que disponían, así como también su armamento y pertrechos. Firmó el pacto en representación de Santiago del Estero el sacerdote cordobés Miguel Calixto del Corro.
Ibarra fue engrosando sus huestes, lo que representó una gran amenaza al gobierno unitario en Santiago del Estero. Fue por esto que en septiembre el general Paz envió tropas de refuerzo desde Córdoba al mando del coronel Román Deheza. El 2 de septiembre, Deheza se reunió con Alcorta comunicándole que por sugerencia de Paz debía hacerse cargo del gobierno de la provincia, a efectos de evitar un posible ataque de Ibarra con apoyo de tropas santafesinas. El gobernador Alcorta tuvo que ceder su breve gobierno de cuatro meses. En octubre, la Legislatura eligió gobernador al coronel – inmediatamente ascendido al grado de general – Román Deheza.
El poder militar lo tenía Deheza y Alcorta se dedicó especialmente a apoyarlo económicamente. En realidad, el poder de Deheza y Alcorta no se extendía muy lejos de la capital provincial, ya que los pueblos alejados de la misma eran controlados por los federales.
Algunos meses más tarde, nuevas partidas federales, dirigidas por los hermanos de Ibarra y el salteño Pablo Latorre regresaron a la provincia y recuperaron el control de gran parte de su territorio. Deheza abandonaría Santiago del Estero, casi al mismo tiempo del regreso de Ibarra a la provincia y su gobierno, y la derrota militar del general Paz.

### Últimos años y fallecimiento
No parece que Alcorta haya sufrido prisión, pero no volvió a ejercer cargos públicos. En 1836, Manuel adquirió una estancia en la provincia de Buenos Aires. Dicho terreno luego perteneció a su hermano Amancio Alcorta, quien en 1860 donó parte de esas propiedades para la construcción de la Estación Moreno, en torno de la cual se desarrollaría la ciudad de Moreno. 
Manuel Alcorta falleció en Santiago del Estero en 1842. Sus restos fueron trasladados al Cementerio de la Recoleta de Buenos Aires, donde posee un mausoleo. Allí también descansan los restos de su hermano Amancio.